# Нестеров, Алексей Петрович
Алексей Петрович Нестеров (род. 4 мая 1988, Ростов-на-Дону, СССР) — российский профессиональный баскетболист, играющий на позиции тяжёлого форварда.

## Карьера
Нестеров начал заниматься баскетболом в спортивной школе №7 Ростова-на-Дону. Первые тренеры — Татьяна Павловна и Валерий Владимирович Малаховы. Следующим этапом карьеры был просмотр в клубе «Локомотив-Ростов», где на Алексея обратил внимание главный тренер юношеской команды Владимир Федорович Писарев. В 2010 году форвард стал победителем молодёжного чемпионата России в составе «Локомотива-Кубань», в 42 матчах набирая в среднем по 12,4 очка, 8,0 подбора, 2,5 передачи и 1,1 перехвата за 24.28 минуты.
В июле 2010 года стал игроком люберецкого «Триумфа». В 21 матче ПБЛ его средние показатели за 14,0 минуты составили 3,5 очка и 2,3 подбора.
В сентябре 2011 года Нестеров перешёл в красноярский «Енисей», подписав контракт по схеме «2+1». В декабре 2012 года, на правах аренды, перешёл в ростовский «Атаман» до окончания сезона 2012/2013.
В августе 2014 года подписал контракт с клубом «Спартак-Приморье». В составе команды стал бронзовым призёром Кубка России и серебряным призёром Суперлиги, а также был признал «Лучшим тяжёлым форвардом» чемпионата.
Перед началом сезона 2015/2016 подписал двухлетнее соглашение с «Автодором». В составе саратовского клуба Нестеров провёл 6 матчей в Единой лиге ВТБ, в которых его средняя статистика составила 2,7 очка, 0,5 передачи и 0,3 подбора за 5:21 минут. В 6 играх Еврокубка Нестеров в среднем набирал 3,7 очка и 1,5 подбора, 0,3 передачи и 0,2 перехвата за 8:58 минут.
В ноябре 2015 года был отдан в аренду в «Сахалин» до окончания сезона 2015/2016. В 24 играх Нестеров набирал 7,6 очков, 4,7 подбора, 1,3 передача и 1 перехват в среднем за матч.
В июле 2016 года «Автодор» и Нестеров договорились о расторжении контракта, а в августе Алексей подписал новый договор с «Сахалином».
В июне 2017 года перешёл в «Новосибирск».
В августе 2018 года пополнил состав «Самары».
В июле 2022 года Нестеров подписал контракт с «Иркутом».
Сезон 2023/2024 Нестеров начинал в «БАРС-РГЭУ», но в феврале 2024 года вернулся в «Иркут».
В июле 2024 года Нестеров стал игроком «Динамо» (Владивосток).

## Сборная России
В 2011 году, в составе студенческой сборной России, принимал участие в летней Универсиаде, на которой команда заняла 4 место.

## Достижения
- Чемпион Суперлиги (3): 2015/2016, 2018/2019, 2020/2021
- Серебряный призёр Суперлиги: 2014/2015
- Обладатель Кубка России: 2019/2020
- Серебряный призёр Кубка России: 2016/2017
- Бронзовый призёр Кубка России (3): 2014/2015, 2017/2018, 2020/2021

## Статистика
| Сезон                                                                                   | Команда   | Лига              | GP | GS | MPG  | FG%  | 3P%  | FT%  | RPG | APG | SPG | BPG | PPG |  |
| 2011/12                                                                                 | Все клубы | Все лиги          | 34 | 5  | 10,2 | 42,1 | 27,3 | 50,0 | 1,6 | 0,6 | 0,4 | 0,0 | 2,5 |  |
| 2011/12                                                                                 | Енисей    | ПБЛ               | 17 | 4  | 10,9 | 52,6 | 38,5 | 30,0 | 1,4 | 0,5 | 0,5 | 0,1 | 2,8 |  |
| 2011/12                                                                                 | Енисей    | Единая лига ВТБ   | 13 | 1  | 10,2 | 37,9 | 25,0 | 60,0 | 1,8 | 0,6 | 0,2 | 0,0 | 2,4 |  |
| 2011/12                                                                                 | Енисей    | Кубок вызова ФИБА | 4  | 0  | 7,3  | 11,1 | 12,5 | 66,7 | 1,8 | 0,5 | 0,5 | 0,0 | 1,8 |  |
| 2012/13                                                                                 | Все клубы | Все лиги          | 5  | 0  | 8,9  | 50,0 | 20,0 | 50,0 | 1,2 | 0,4 | 0,2 | 0,0 | 2,0 |  |
| 2012/13                                                                                 | Енисей    | Единая лига ВТБ   | 4  | 0  | 9,2  | 66,7 | 33,3 | 50,0 | 1,5 | 0,5 | 0,3 | 0,0 | 2,5 |  |
| 2012/13                                                                                 | Енисей    | ПБЛ               | 4  | 0  | 7,0  | 25,0 | 0,0  | 0,0  | 1,0 | 0,3 | 0,3 | 0,0 | 0,5 |  |
| 2013/14                                                                                 | Енисей    | Единая лига ВТБ   | 8  | 0  | 7,1  | 23,5 | 0,0  | 62,5 | 1,5 | 0,3 | 0,1 | 0,1 | 1,6 |  |
| 2015/16                                                                                 | Все клубы | Все лиги          | 12 | 0  | 7,2  | 56,5 | 53,8 | 55,6 | 0,9 | 0,4 | 0,1 | 0,1 | 3,2 |  |
| 2015/16                                                                                 | Автодор   | Еврокубок         | 6  | 0  | 9,0  | 53,3 | 57,1 | 66,7 | 1,5 | 0,3 | 0,2 | 0,0 | 3,7 |  |
| 2015/16                                                                                 | Автодор   | Единая лига ВТБ   | 6  | 0  | 5,4  | 62,5 | 50,0 | 50,0 | 0,3 | 0,5 | 0,0 | 0,2 | 2,7 |  |
|                                                                                         |           | Всего             | 59 | 5  | 9,0  | 42,7 | 29,3 | 53,3 | 1,4 | 0,5 | 0,3 | 0,1 | 2,5 |  |
| Наведите курсор мыши на аббревиатуры в заголовке таблицы, чтобы прочесть их расшифровку |           |                   |    |    |      |      |      |      |     |     |     |     |     |  |